# Utricularia physoceras
Utricularia physoceras — вид рослин із родини пухирникових (Lentibulariaceae). 

## Біоморфологічна характеристика
Віночок від рожевого до бузкового 7–10 мм. Шпора коротка із заокругленою верхівкою.

## Середовище проживання
Ендемік Бразилії (Пара).